# Costus barbatus
Costus barbatus là một loài thực vật có hoa trong họ Costaceae. Loài này được Suess. mô tả khoa học đầu tiên năm 1942.